# Йоун Сиюрдсон
Йоун Сигюрдсон (на исландски: Jón Sigurðsson) е исландски политик, дългогодишен водач на исландското движение за независимост от Дания през 19 век. Исландия е обявена за независима република на неговия рожден ден 17 юни, който става и национален празник на страната.

## Биография
Йоун Сигюрдсон е роден в Западна Исландия, в семейството на лутерански пастор. През 1833 г. заминава за датската столица Копенхаген, за да учи граматика и история в Копенхагенския университет. По-късно работи в архивите, в които се съхраняват ръкописите с исландски саги.
Сиюрдсон не успява да завърши университета, тъй като посвещава основната част от времето си на политиката. През 1841 г. започва да издава списанието „Ново общество“ („Ný félagsrit“), в което пропагандира идеите за самостоятелност на Исландия и свободна търговия. През 1844 г. е избран във възстановения исландски Алтинг и на следващата година се връща в Исландия, за да се включи в неговата работа. През 1845 г. се жени за своята братовчедка Ингибьорг Ейнарсдоутир.
До края на живота си Йоун Сиюрдсон прекарва по-голямата част от времето си в Копенхаген. Той продължава да бъде най-авторитетната фигура в движението за самостоятелност. Към края на живота му, през 1874 г., Исландия официално получава вътрешна автономия, като функциите на Алтинга са увеличени.